# PlayStation Now
PlayStation Now era um serviço de jogo em nuvem que hospeda videojogos e conteúdo relacionado via stream nas plataformas PlayStation 4, PlayStation 5 e Microsoft Windows. O PlayStation Now foi anunciado em Janeiro de 2014 durante o Consumer Electronics Show, onde a Sony apresentou demonstrações de The Last of Us, God of War: Ascension, Puppeteer e Beyond: Two Souls jogados através do PlayStation Now em televisões Bravia e Vitas.
PlayStation Now permite aos seus utilizadores pagar para terem acesso aos títulos originais da PlayStation 2, PlayStation 3 e PlayStation 4, no qual pode ser jogado via stream pelo PS4 e PC e com títulos da PS2 e PS4 chegando mais tarde a opção de download no PS4 e PS5.
A Sony refere que é recomendável que os jogadores tenham uma ligação em banda larga com velocidade mínima de 5Mbps, para conseguirem ter aquilo que é considerado como um "bom desempenho." Para dispositivos windows o serviço necessitará do comando Dualshock 3, Dualshock 4 ou algum controle XInput compativel, como um controle Xbox, para usar o serviço. PlayStation Now tem suporte para troféus, capacidade de guardar ficheiros em nuvem e multijogador online.
Em junho de 2022, o serviço foi incorporado ao novo plano PlayStation Plus Premium nos países em que o streaming de games de PS2, PS3 e PS4 estava disponível. No Brasil, alguns benefícios, como jogos clássicos, foram incluídos no plano PS Plus Deluxe.